# Горчинце
Горчинце је насеље у Србији у општини Бабушница у Пиротском округу. Према попису из 2022. било је 284 становника. До 2008. године званичан назив насеља је био Горчинци.
Овде се налази Манастир Горчинце.

## Положај
Насеље се налази свега неколико километара јужно од Бабушнице у такозваној "Доњој Лужници". Кроз насеље пролази пут Пирот—Бабушница—Власотинце—Лесковац и протиче река Лужница.

## Демографија
У насељу Горчинце живи 453 пунолетна становника, а просечна старост становништва износи 48,3 година (46,8 код мушкараца и 49,7 код жена). У насељу има 179 домаћинстава, а просечан број чланова по домаћинству је 3,00.
Ово насеље је великим делом насељено Србима (према попису из 2002. године), а у последња три пописа, примећен је пад у броју становника.
|  |

| Демографија | Демографија | Демографија |
| Година      | Становника  | Становника  |
| ----------- | ----------- | ----------- |
| 1948.       | 1.293       |             |
| 1953.       | 1.245       |             |
| 1961.       | 1.033       |             |
| 1971.       | 887         |             |
| 1981.       | 751         |             |
| 1991.       | 645         | 639         |
| 2002.       | 537         | 539         |
| 2011.       | 420         |             |
| 2022.       | 284         |             |

| Година пописа     | 1948. | 1953. | 1961. | 1971. | 1981. | 1991. | 2002. |
| ----------------- | ----- | ----- | ----- | ----- | ----- | ----- | ----- |
| Број домаћинстава | 194   | 206   | 204   | 222   | 218   | 205   | 179   |

| Број чланова      | 1  | 2  | 3  | 4  | 5  | 6  | 7 | 8 | 9 | 10 и више | Просек |
| ----------------- | -- | -- | -- | -- | -- | -- | - | - | - | --------- | ------ |
| Број домаћинстава | 38 | 64 | 16 | 17 | 17 | 23 | 1 | 2 | 1 | 0         | 3,00   |

| Пол    | Укупно | Неожењен/Неудата | Ожењен/Удата | Удовац/Удовица | Разведен/Разведена | Непознато |
| ------ | ------ | ---------------- | ------------ | -------------- | ------------------ | --------- |
| Мушки  | 225    | 46               | 161          | 17             | 1                  | 0         |
| Женски | 245    | 36               | 161          | 47             | 1                  | 0         |
| УКУПНО | 470    | 82               | 322          | 64             | 2                  | 0         |

| Пол    | Укупно                    | Пољопривреда, лов и шумарство | Рибарство                            | Вађење руде и камена | Прерађивачка индустрија       |
| ------ | ------------------------- | ----------------------------- | ------------------------------------ | -------------------- | ----------------------------- |
| Мушки  | 78                        | 11                            | 0                                    | 0                    | 47                            |
| Женски | 60                        | 4                             | 0                                    | 0                    | 44                            |
| УКУПНО | 138                       | 15                            | 0                                    | 0                    | 91                            |
| Пол    | Производња и снабдевање   | Грађевинарство                | Трговина                             | Хотели и ресторани   | Саобраћај, складиштење и везе |
| Мушки  | 4                         | 4                             | 5                                    | 0                    | 0                             |
| Женски | 1                         | 1                             | 1                                    | 0                    | 0                             |
| УКУПНО | 5                         | 5                             | 6                                    | 0                    | 0                             |
| Пол    | Финансијско посредовање   | Некретнине                    | Државна управа и одбрана             | Образовање           | Здравствени и социјални рад   |
| Мушки  | 0                         | 0                             | 3                                    | 0                    | 2                             |
| Женски | 1                         | 0                             | 0                                    | 1                    | 5                             |
| УКУПНО | 1                         | 0                             | 3                                    | 1                    | 7                             |
| Пол    | Остале услужне активности | Приватна домаћинства          | Екстериторијалне организације и тела | Непознато            | Непознато                     |
| Мушки  | 0                         | 0                             | 0                                    | 2                    | 2                             |
| Женски | 1                         | 0                             | 0                                    | 1                    | 1                             |
| УКУПНО | 1                         | 0                             | 0                                    | 3                    | 3                             |

| Етнички састав према попису из 2002.‍ | Етнички састав према попису из 2002.‍ | Етнички састав према попису из 2002.‍ | Етнички састав према попису из 2002.‍ | Етнички састав према попису из 2002.‍ |
| ------------------------------------ | ------------------------------------ | ------------------------------------ | ------------------------------------ | ------------------------------------ |
|                                      |                                      |                                      |                                      |                                      |
| Срби                                 | Срби                                 |                                      | 520                                  | 96,83%                               |
| Роми                                 | Роми                                 |                                      | 15                                   | 2,79%                                |
| Југословени                          | Југословени                          |                                      | 1                                    | 0,18%                                |

| Етнички састав према попису из 2022.‍ | Етнички састав према попису из 2022.‍ | Етнички састав према попису из 2022.‍ | Етнички састав према попису из 2022.‍ | Етнички састав према попису из 2022.‍ |
| ------------------------------------ | ------------------------------------ | ------------------------------------ | ------------------------------------ | ------------------------------------ |
|                                      |                                      |                                      |                                      |                                      |
| Срби                                 | Срби                                 |                                      | 236                                  | 83,1%                                |
| Роми                                 | Роми                                 |                                      | 7                                    | 2,5%                                 |
| неизјашњени                          | неизјашњени                          |                                      | 31                                   | 10,9%                                |
| непознато                            | непознато                            |                                      | 9                                    | 3,2%                                 |

## Галерија
- Сокак
- Кућице поред пута
- Кућа поред пута
- Манастир Горчинце